# Barcelona, Sorsogon

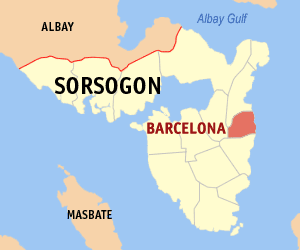
Bản đồ Sorsogon với vị trí của Barcelona

Barcelona là một đô thị hạng 5 ở tỉnh Sorsogon, Philippines. Thông tin điều tra dân số năm 2015 của Philipin, đô thị này có dân số 20.990 người trong.

## Barangay
Barcelona được chia thành 25 barangay.
| - Alegria - Bagacay - Bangate - Bugtong - Cagang - Fabrica - Jibong - Lago - Layog - Luneta - Macabari - Mapapac - Olandia | - Paghaluban - Poblacion Central - Poblacion Norte - Poblacion Sur - Putiao - San Antonio - San Isidro - San Ramon - San Vicente - Santa Cruz - Santa Lourdes - Tagdon |